# Matej Krušič
Matej Krušič (Celje, 7 maggio 1987) è un ex cestista sloveno, professionista in Europa.